# Blanzy
Blanzy este o comună în departamentul Saône-et-Loire, Franța. În 2009 avea o populație de 6.678 de locuitori.

## Evoluția populației
| An        | 1975  | 1982  | 1990  | 1999  | 2006  | 2009  |
| --------- | ----- | ----- | ----- | ----- | ----- | ----- |
| Populație | 4.975 | 6.739 | 7.642 | 7.070 | 6.809 | 6.678 |